# Vlaginstructie

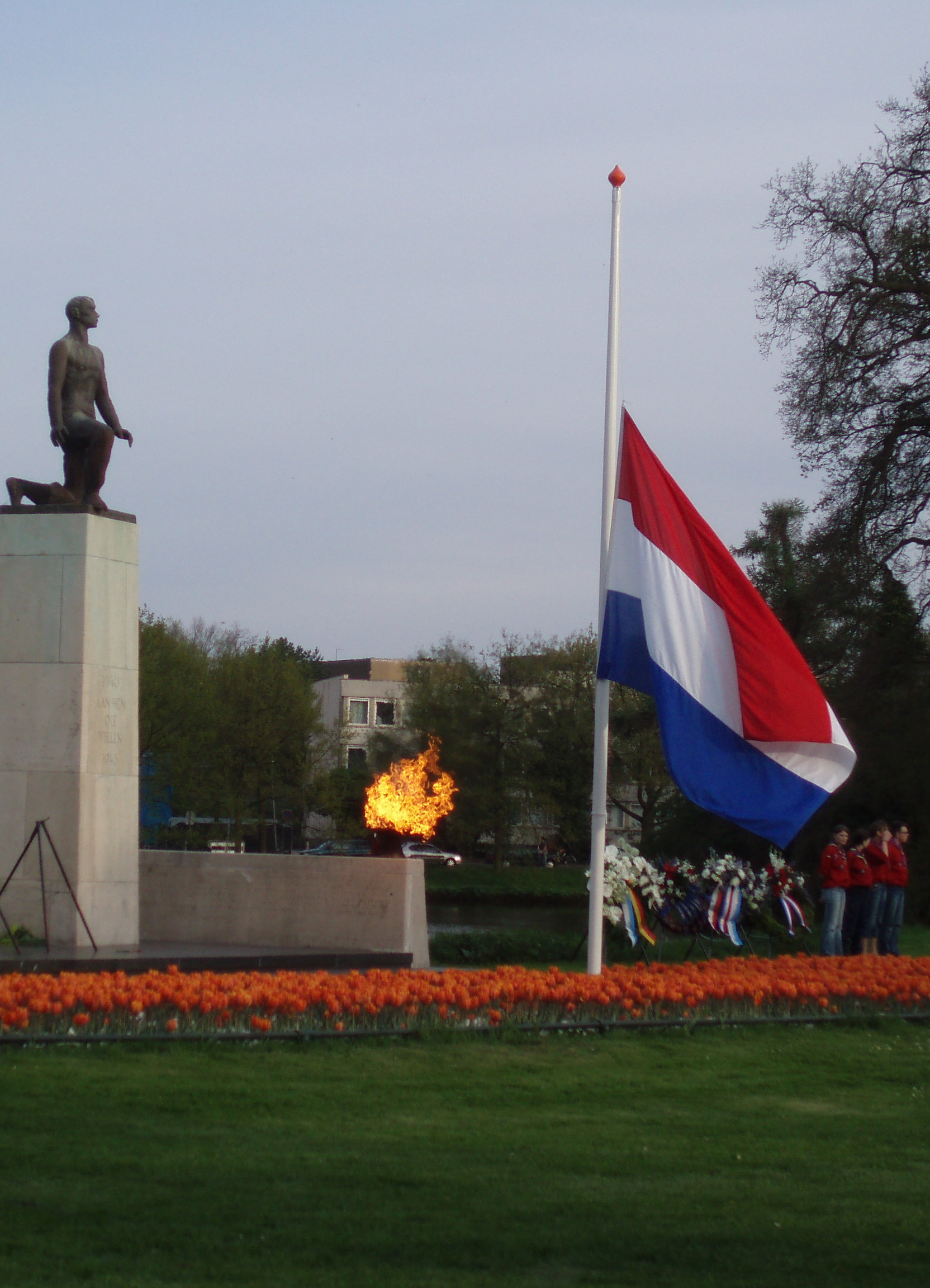
Nederlandse vlag halfstok

De vlaginstructie is een wet of instructie, meestal van een overheid, die het gebruik beschrijft van een vlag. Daarbij gaat het meestal om de nationale vlag van het betreffende land. In zo'n instructie kan bijvoorbeeld opgenomen zijn op welke manier de vlag gehesen moet worden, wanneer dat moet gebeuren, wie die vlag mag gebruiken en welke versie gebruikt mag, of moet, worden. Daarnaast kan een vlaginstructie regelen hoe er gevlagd moet worden wanneer ook provinciale, gemeentelijke of buitenlandse vlaggen gehesen worden en hoe met de vlag omgegaan moet worden in perioden van rouw (meestal hangt een vlag dan halfstok).
De regelgeving omtrent deze punten kan van land tot land sterk verschillen. De verschillen zijn zelfs zo groot dat wat in het ene land verplicht is, in een ander land juist niet toegestaan is. Daarnaast verschilt ook de autoriteit van de vlaginstructies, in de zin dat in sommige landen een vlaginstructie alleen een advies is aan overheidsorganen, terwijl het in andere landen gaat om wetten die voor iedere inwoner gelden. Daaruit vloeit ook het verschil in straffen bij overtreding voort: overtreding van de instructies varieert van onbestraft en kleine boetes tot gevangenisstraf en de doodstraf. 
Vlaginstructies staan op Wikipedia in het artikel over de betreffende vlag; de vlaginstructie betreffende de Nederlandse vlag staat dus in het artikel vlag van Nederland. Een overzicht van nationale vlaggen staat in het artikel vlaggen van de wereld.

Vlag met geschreven geloofsbelijdenis (Saoedi-Arabië)

Vlaggen van islamitische landen die de geloofsbelijdenis uit de Koran vermelden mogen daarom niet halfstok hangen (vlaggen van Afghanistan, Irak, Iran, Saoedi-Arabië en Somaliland), zoals te zien is in het National September 11 Memorial & Museum in New York. 